# Bahnhofstraße 9 (Ellingen)

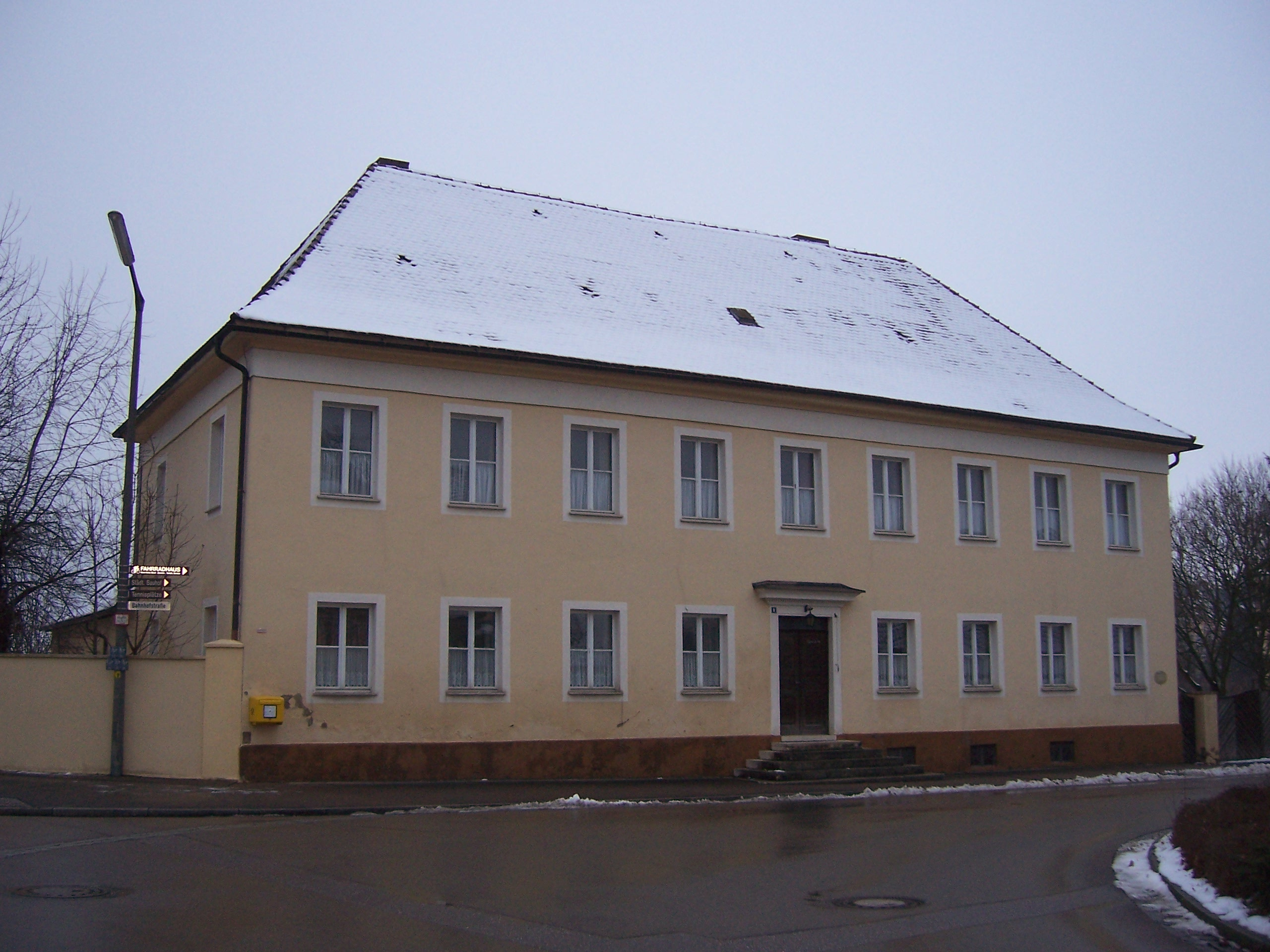
Bahnhofstraße 9 (2013)

Das Gebäude an der Bahnhofstraße 9 ist ein ehemaliges Gutshaus und heutiges Wohngebäude in der Stadt Ellingen im mittelfränkischen Landkreis Weißenburg-Gunzenhausen (Bayern). Es ist unter der Denkmalnummer D-5-77-125-5 als Baudenkmal in die Bayerische Denkmalliste eingetragen.
Das Bauwerk steht nordwestlich der Residenz Ellingen und des Schlossparks unweit der Heiligenbrücke an einer Kreuzung an der Straßenecke Bahnhofstraße/Ringstraße auf einer Höhe von 389 m ü. NHN.
Das Haus wurde um 1800 errichtet. Es ist ein zweigeschossiger, großzügiger Walmdachbau. Bis 1860 befand sich darin eine Tafernwirtschaft. Zum Gebäude gehört ein eingeschossiger Satteldachbau und eine Hopfenhalle mit Mansarddach, Putzgliederung und Ecklisenen aus dem Ende des 19. Jahrhunderts. Die Hofummauerung ist vermutlich ebenfalls aus dem 19. Jahrhundert.